# Kokoni

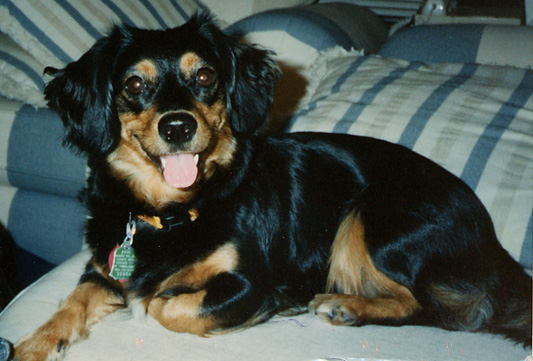
Small Greek Domestic Dog

Il Kokoni o Melitaio Kynideo (in greco Κοκόνι?) o Small Greek Domestic Dog in inglese, è una piccola razza di cane domestico originario della Grecia, definita solo di recente come razza standardizzata. 

## Storia
Il nome Kokoni deriva probabilmente dalla parola kokona, una parola che sta per figlia in greco moderno. In passato la vita della figlia era principalmente dentro e intorno alla casa e quindi il cane di casa era il "cane figlia" o il "cane di casa", a differenza dei cani per cacciatori o allevatori. Si pensa abbia un antenato nel piccolo podengo portoghese.
Lo Standard di razza del cane Kokoni è stato sviluppato partendo da cani autoctoni della Grecia, ed è stato formalmente riconosciuta come razza da parte del Kennel Club greca (Kynologikos Omilos Hellados (KOH)) nel 2004. Lo standard di questa razza non è ancora riconosciuto dalla Fédération Cynologique Internationale (il principale registro internazionale di razza per cani).
Il Kokoni è disponibile in due varianti, il nome "Melitaio Kynideo" sta per il pelo lungo e il tipo meno comune "Alopecis" per il cane a pelo corto. La variante a pelo lungo è stata riconosciuta a livello nazionale in Grecia nel 2005 con il nome ufficiale della razza "Kokoni".

## Caratteristiche
Questa razza di cane è considerata di taglia da piccola a media, che va da circa 4 a 8 chilogrammi e con un'altezza media di circa 28 centimetri. 
Il Kokoni è più lungo che alto, ha gambe forti e dritte, e porta la coda folta a semicerchio sopra la schiena; la testa del Kokoni ha un muso che è più lungo che in un Cocker spaniel, ma più corto e più arrotondato che in un bassotto.
Questa razza mostra un'ampia varietà di colori e combinazioni di colori, i più comuni sono, però, il nero focato, il fulvo e il bianco.
È in grado di cacciare la volpe, il furetto e la donnola, ma anche i topi; ed è anche usato come custode del pollame.
Il cane è brillante, allegro, socievole, intelligente, leale, affettuoso, giocoso, molto attivo e docile. Un Kokoni cerca sempre la vicinanza dei suoi proprietari, il che lo rende interessante da tenere in famiglia. Inoltre, fa un'ottima guardia e non abbaia molto.